# Ruby & The Rockits
Ruby & the Rockits è una serie televisiva comica statunitense prodotta da Shaun Cassidy e Marsh McCall. La serie è andata in onda per la prima volta martedì 21 luglio 2009.
La serie è stata creata da Shaun Cassidy, il creatore di American Gothic e Invasion, fratello di Patrick Cassidy, uno dei membri del cast, e fratellastro della star della serie David Cassidy. Il loro fratello più giovane, Ryan Cassidy, ha lavorato nello show in un ruolo dietro le quinte.

## Premessa
Ruby & the Rockits segue la storia di Patrick Gallagher, un ex-idolo adolescente che ha scelto di vivere una vita tranquilla con sua moglie Audie (anch'essa una ex-danzatrice di videoclip musicali degli anni '80) e i loro due figli. Tuttavia, quando il suo ex-compagno di band dei Rockits e fratello, David, si presenta improvvisamente con la sua nuova e ritrovata figlia adolescente Ruby, la vita della famiglia Gallagher diventa tutt'altro che normale. David, che si rifiuta di rinunciare ai suoi giorni di gloria, chiede aiuto a Patrick per crescere Ruby mentre continua a esibirsi. Patrick deve ora mettere da parte il passato con David per poter aiutare a crescere Ruby e mantenere l'ordine all'interno della famiglia Gallagher.

## Produzione
Ruby & the Rockits è stato scritto dall'ex-idolo adolescente Shaun Cassidy e da Ed Yeager, con il telefilm scritto da Ed Yeager e Marsh McCall. Nella serie recitano ex-idoli adolescenti come David Cassidy, suo fratello Patrick Cassidy, Katie A. Keane, Alexa Vega e Austin Butler.
Il 2 febbraio 2009, ABC Family annunciò che aveva ordinato una stagione completa di dieci episodi di Ruby & the Rockits. La premiere della serie fu vista da 1,6 milioni di spettatori. Tuttavia, a causa degli ascolti bassi, lo show venne cancellato alla fine della stagione.

## Accoglienza critica
Ruby & the Rockits ha ricevuto recensioni miste, ma generalmente favorevoli, ottenendo un punteggio di 60 su 100 da parte di Metacritic. Alcuni critici hanno notato una sensazione di nostalgia, simile a quella delle sitcom più vecchie. Ad esempio, Robert Lloyd del Los Angeles Times ha osservato che lo show "sembra sorprendentemente ordinario e privo di idee, messo insieme con pezzi tratti dal vecchio cassetto delle sitcom." D'altra parte, David Hinckley del New York Daily News ha riconosciuto la somiglianza con le sitcom degli anni '50, ma ha aggiunto che non si trattava di un aspetto del tutto negativo. Ha anche sottolineato che, nonostante le battute sulla vita da rockstar, lo show mantiene un tono "pulito e sano". Altri recensori hanno elogiato la sua semplicità e il valore di intrattenimento, affermando che era "abbastanza semplice per i bambini e abbastanza divertente per gli adulti."
Una recensione del Boston Globe ha affermato che Ruby & the Rockits non avrebbe dovuto essere così piacevole come invece è, definendo lo show "una commedia intergenerazionale calda che non ti sbatte in faccia lezioni di vita". Allo stesso modo, Randee Dawn di The Hollywood Reporter ha notato che la serie ha il "tipico sapore di unicorni e arcobaleni che la Disney offre da anni", ma ha aggiunto che questo rende lo show "praticamente perfetto sotto ogni punto di vista". Tuttavia, in una recensione per Variety, Brian Lowry ha definito la serie "quasi ridicola", affermando che "non c'è molto da raccomandare". Inoltre, la recensione del Los Angeles Times ha dichiarato che lo show "non è particolarmente buono".